# ジョシュ・アウトマン
ジョシュア・スティーブン・アウトマン（Joshua Stephen Outman, 1984年9月14日 - ）は、アメリカ合衆国ミズーリ州セントルイス出身のプロ野球選手（投手）。左投左打。現在はFA。

## 経歴

### プロ入りとフィリーズ傘下時代
2005年のMLBドラフト10巡目（全体307位）でフィラデルフィア・フィリーズから指名され、6月10日に契約。契約後、傘下のA-級バタビア・マックドッグスでプロデビュー。11試合（先発4試合）に登板して2勝1敗・防御率2.76・31奪三振の成績を残した。
2006年はA級レイクウッド・ブルークロウズでプレーし、27試合に先発登板して14勝6敗・防御率2.95・161奪三振の成績を残した。
2007年はまずA+級クリアウォーター・スレッシャーズで20試合（先発18試合）に登板して10勝4敗・防御率2.45・54奪三振の成績を残した。7月にAA級レディング・フィリーズへ昇格。7試合に先発登板して2勝3敗・防御率4.50・23奪三振の成績を残した。
2008年はAA級レディングでプレーし、33試合に登板して5勝4敗1セーブ・防御率3.20・66奪三振の成績を残した。

### アスレチックス時代
2008年7月17日にジョー・ブラントンとのトレードで、エイドリアン・カーデナス、マシュー・スペンサーと共にオークランド・アスレチックスへ移籍した。傘下のAA級ミッドランド・ロックハウンズでプレーした後、9月2日にメジャー初昇格を果たし、同日のカンザスシティ・ロイヤルズ戦でメジャーデビュー。3点ビハインドの6回裏から登板し、2回を投げ2安打無失点2奪三振に抑えた。この年は6試合（先発4試合）に登板して1勝2敗・防御率4.56・奪三振の成績を残した。

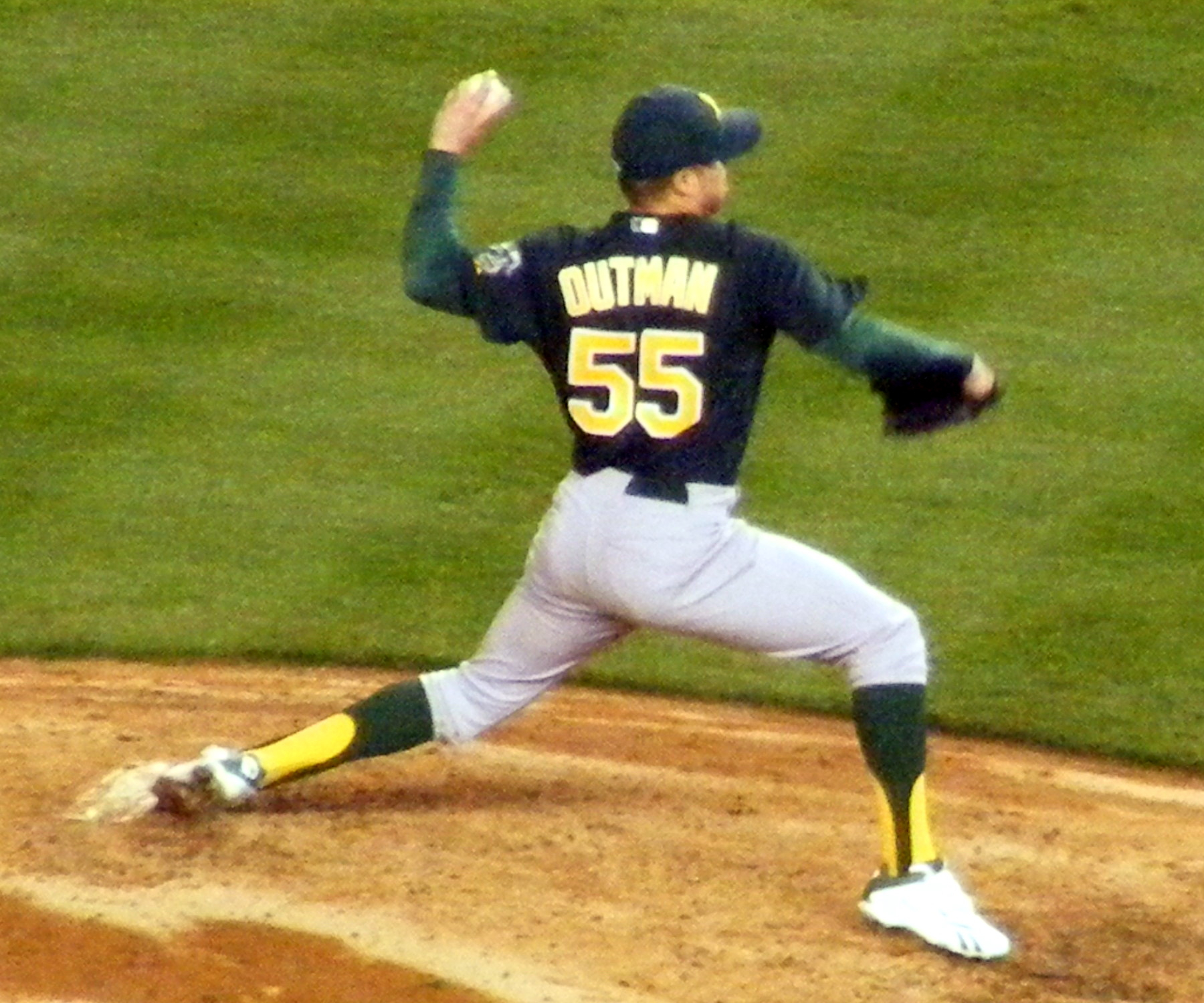
アスレチックス時代
(2009年4月21日)

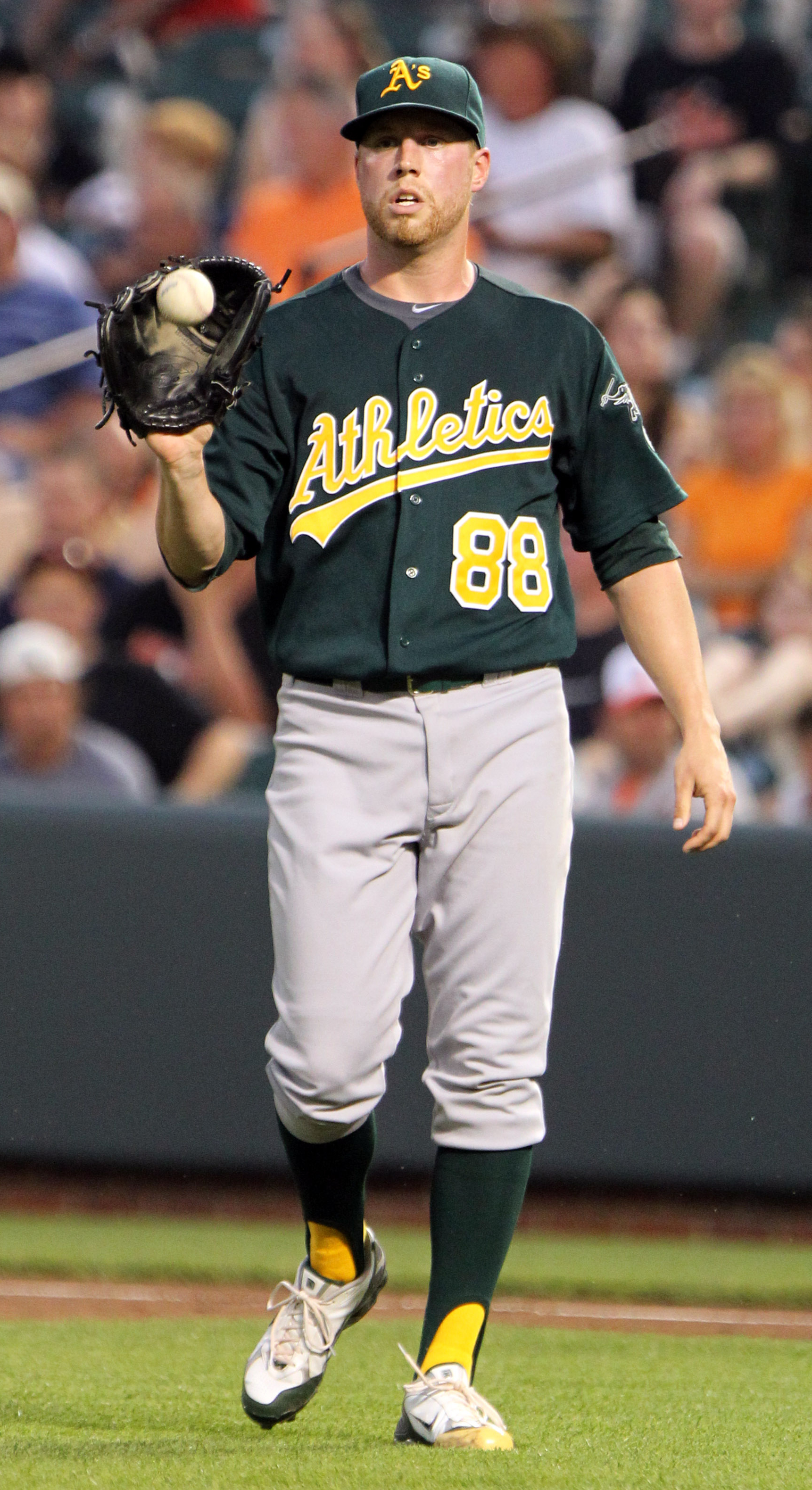
アスレチックス時代
(2011年6月8日)

2009年2月21日にアスレチックスと1年契約に合意。6月24日に左肘の故障で15日間の故障者リスト入りし、6月28日に60日間の故障者リストへ異動。6月30日にトミー・ジョン手術を行い、シーズンを終えた。この年は14試合（先発12試合）に登板して4勝1敗・防御率3.48・53奪三振の成績を残した。
2010年3月8日にアスレチックスと1年契約に合意。4月8日に前年の手術の影響で60日間の故障者リスト入りし、シーズンを全休した。オフの11月5日にリストから外れた。
2011年2月27日にアスレチックスと1年契約に合意。3月20日にAAA級サクラメント・リバーキャッツへ異動した。5月23日にメジャー昇格。7月3日にAAA級サクラメントへ降格したが、8月26日にメジャーへ再昇格した。この年は13試合（先発9試合）に登板して3勝5敗・防御率3.70・35奪三振の成績を残した。

### ロッキーズ時代

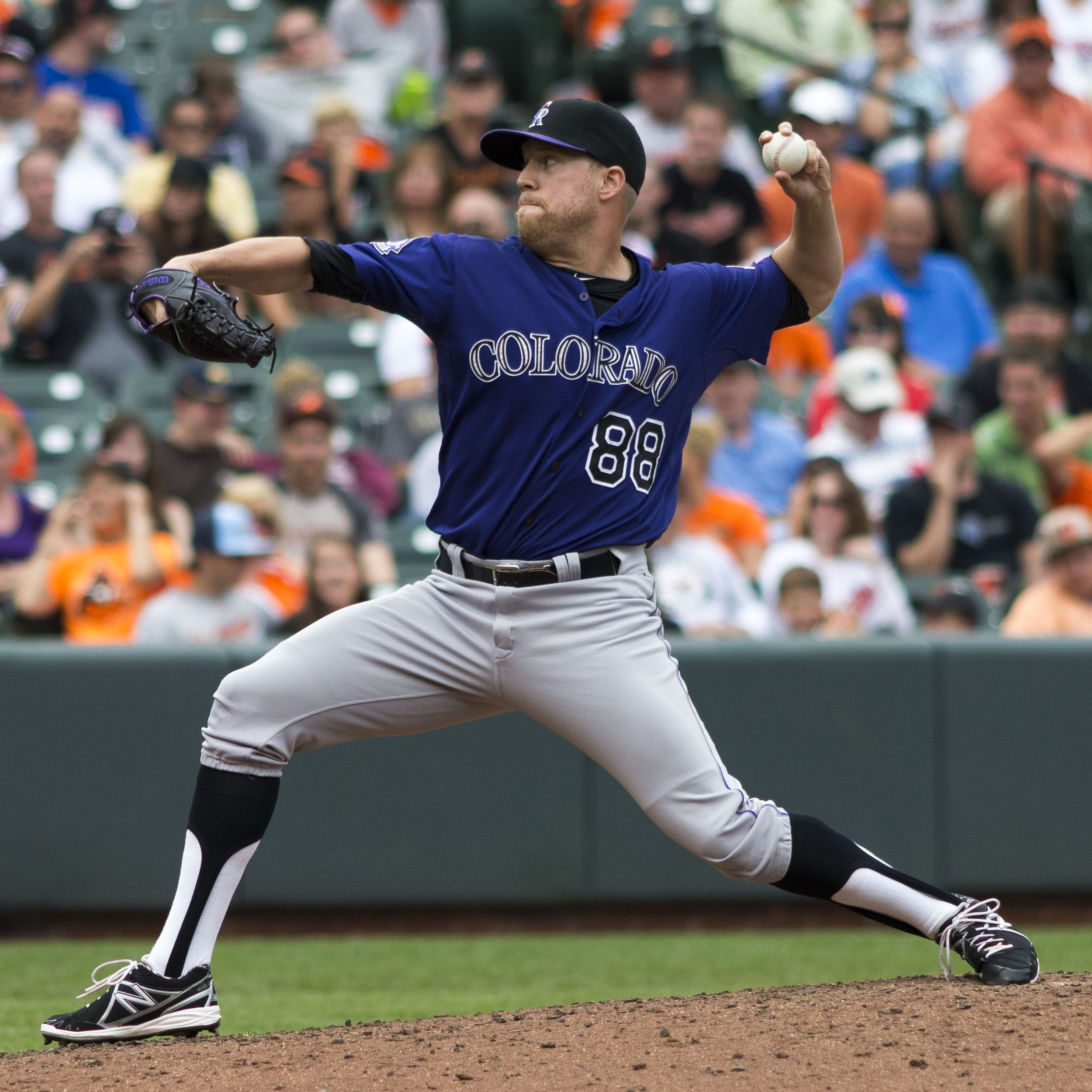
コロラド・ロッキーズ時代
(2013年8月18日)

2012年1月16日にセス・スミスとのトレードで、ギジェルモ・モスコーソと共にコロラド・ロッキーズへ移籍した。3月3日にロッキーズと1年契約に合意した。4月4日に斜筋の張りを訴え、15日間の故障者リスト入りしたため、開幕ロースターから外れた。5月11日に復帰した。7月4日にAAA級コロラドスプリングス・スカイソックスへ降格。9月10日に再昇格した。この年は27試合（先発7試合）に登板して1勝3敗・防御率8.19・40奪三振の成績を残した。
2013年1月16日にロッキーズと67万5000ドルの1年契約に合意。3月24日にAAA級コロラドスプリングスへ異動した。4月19日にメジャー昇格。6月8日にAAA級コロラドスプリングスへ降格したが、6月11日にエジマー・エスカローナの故障者リスト入りに伴い、メジャーへ再昇格した。この年は自己最多の61試合に登板し、3勝0敗・防御率4.33・53奪三振の成績を残した。

### インディアンス時代
2013年12月18日にドリュー・スタッブスとのトレードで、クリーブランド・インディアンスへ移籍した。
2014年1月14日にインディアンスと125万ドルの1年契約に合意した。6月18日にDFAとなり、25日にマイナー降格となった。

### ヤンキース時代
2014年8月28日に後日発表選手とのトレードで、ニューヨーク・ヤンキースへ移籍した。9試合に登板して防御率0.00と好投していたが、9月22日に戦力外となった。オフの10月30日にFAとなった。

### ブレーブス傘下時代
2015年1月7日にアトランタ・ブレーブスと92万5000ドル+出来高の1年契約を結んだ。しかし肩の故障で開幕から故障者リスト入りし、7月から傘下のマイナーでリハビリ登板を始めるが、8月4日に自由契約となった。

### ビーズ時代
2016年4月7日に独立リーグ・アトランティックリーグのニューブリテン・ビーズと契約。

### パイレーツ傘下時代
2016年7月9日にピッツバーグ・パイレーツとマイナー契約を結んで10試合に登板したが、8月18日に自由契約となった。

### ナショナルズ傘下時代
2016年12月31日にワシントン・ナショナルズとマイナー契約を結んだ。
2017年5月3日にナショナルズを解雇となった。

### スティーラーズ時代
2017年6月2日にメキシカンリーグのモンクローバ・スティーラーズと契約。

### パロッツ時代
2017年6月24日にトレードでプエブラ・パロッツに移籍。

### レイルロードメン時代
2017年11月11日にトレードでアグアスカリエンテス・レイルロードメンに移籍。
2018年開幕前にレイルロードメンを解雇となった。

### ビーズ復帰
2018年6月1日にアトランティックリーグのニューブリテン・ビーズと契約。

### パロッツ復帰
2018年8月16日にメキシカンリーグのプエブラ・パロッツに移籍。シーズン後FAとなった。

### カンペチェ時代
2019年は5月15日にメキシカンリーグのカンペチェ・パイレーツと契約。7月16日に解雇となった。

## 投球スタイル
5つの球種で投球を固めており、最も頼っているのが93～96マイル(約150～154km)のフォーシーム・ファストボールで、他には90～95マイル(約145～153km)のツーシーム・ファストボール、80～83マイル(約129～134km)のスライダー、78～83(約126～134km)のチェンジアップ、70(約113km)程度のカーブがある。球種の一つであるチェンジアップは基本左打者には投げることはなく、基本右打者に投げる。また左打者にはスライダーがかなり多用されるが、対して右打者には2ストライクのカウントまで投げることはない。自身の経歴で一番三振率が高いのはスライダー(46%)である。

## 詳細情報

### 年度別投手成績
| 年 度    | 球 団    | 登 板 | 先 発 | 完 投 | 完 封 | 無 四 球 | 勝 利 | 敗 戦 | セ 丨 ブ | ホ 丨 ル ド | 勝 率 | 打 者 | 投 球 回 | 被 安 打 | 被 本 塁 打 | 与 四 球 | 敬 遠 | 与 死 球 | 奪 三 振 | 暴 投 | ボ 丨 ク | 失 点 | 自 責 点 | 防 御 率 | W H I P |
| -------- | -------- | ----- | ----- | ----- | ----- | -------- | ----- | ----- | -------- | ----------- | ----- | ----- | -------- | -------- | ----------- | -------- | ----- | -------- | -------- | ----- | -------- | ----- | -------- | -------- | ------- |
| 2008     | OAK      | 6     | 4     | 0     | 0     | 0        | 1     | 2     | 0        | 0           | .333  | 116   | 25.2     | 34       | 1           | 8        | 1     | 2        | 19       | 1     | 0        | 14    | 13       | 4.56     | 1.64    |
| 2009     | OAK      | 14    | 12    | 0     | 0     | 0        | 4     | 1     | 0        | 0           | .800  | 276   | 67.1     | 53       | 9           | 25       | 0     | 0        | 53       | 1     | 0        | 30    | 26       | 3.48     | 1.16    |
| 2011     | OAK      | 13    | 9     | 0     | 0     | 0        | 3     | 5     | 0        | 1           | .375  | 254   | 58.1     | 62       | 4           | 23       | 0     | 0        | 35       | 3     | 0        | 27    | 24       | 3.70     | 1.46    |
| 2012     | COL      | 27    | 7     | 0     | 0     | 0        | 1     | 3     | 0        | 3           | .250  | 185   | 40.2     | 47       | 7           | 20       | 0     | 0        | 40       | 5     | 0        | 37    | 37       | 8.19     | 1.65    |
| 2013     | COL      | 61    | 0     | 0     | 0     | 0        | 3     | 0     | 0        | 13          | 1.000 | 238   | 54.0     | 56       | 3           | 23       | 2     | 3        | 53       | 2     | 0        | 27    | 26       | 4.33     | 1.46    |
| 2014     | CLE      | 31    | 0     | 0     | 0     | 0        | 4     | 0     | 0        | 1           | 1.000 | 110   | 24.2     | 22       | 4           | 16       | 2     | 0        | 24       | 1     | 0        | 10    | 9        | 3.28     | 1.54    |
| 2014     | NYY      | 9     | 0     | 0     | 0     | 0        | 0     | 0     | 0        | 1           | ----  | 12    | 3.2      | 2        | 0           | 0        | 0     | 0        | 2        | 0     | 0        | 0     | 0        | 0.00     | 0.55    |
| '14計    | NYY      | 40    | 0     | 0     | 0     | 0        | 4     | 0     | 0        | 2           | 1.000 | 122   | 28.1     | 24       | 4           | 16       | 2     | 0        | 26       | 1     | 0        | 10    | 9        | 2.86     | 1.41    |
| MLB：6年 | MLB：6年 | 161   | 32    | 0     | 0     | 0        | 16    | 11    | 0        | 19          | .593  | 1191  | 274.1    | 276      | 28          | 115      | 5     | 5        | 226      | 13    | 0        | 145   | 135      | 4.43     | 1.43    |

- 2019年度シーズン終了時

### 年度別守備成績
| 年 度 | 球 団 | 投手（P） | 投手（P） | 投手（P） | 投手（P） | 投手（P） | 投手（P） |
| 年 度 | 球 団 | 試 合     | 刺 殺     | 補 殺     | 失 策     | 併 殺     | 守 備 率  |
| ----- | ----- | --------- | --------- | --------- | --------- | --------- | --------- |
| 2008  | OAK   | 6         | 1         | 2         | 1         | 0         | .750      |
| 2009  | OAK   | 14        | 2         | 3         | 1         | 0         | .833      |
| 2011  | OAK   | 13        | 2         | 11        | 1         | 1         | .929      |
| 2012  | COL   | 27        | 1         | 5         | 0         | 0         | 1.000     |
| 2013  | COL   | 61        | 3         | 8         | 0         | 2         | 1.000     |
| 2014  | CLE   | 31        | 2         | 4         | 0         | 0         | 1.000     |
| 2014  | NYY   | 9         | 0         | 1         | 0         | 1         | 1.000     |
| '14計 | NYY   | 40        | 2         | 5         | 0         | 1         | 1.000     |
| MLB   | MLB   | 161       | 11        | 34        | 3         | 4         | .938      |

- 2019年度シーズン終了時

### 背番号
- 55（2008年 - 2009年）
- 88（2011年 - 2014年途中、2014年途中 - 同年終了）
- 48（2014年途中 - 同年途中）